# Aspalathus grobleri
Aspalathus grobleri är en ärtväxtart som beskrevs av Rolf Martin Theodor Dahlgren. Aspalathus grobleri ingår i släktet Aspalathus och familjen ärtväxter. Inga underarter finns listade i Catalogue of Life.